# Legislatura aprilie–iulie 2009 (Republica Moldova)
Aceasta este lista deputaților aleși la 5 aprilie 2009 în Parlamentul Republicii Moldova.
Curtea Constituțională a validat mandatele deputaților la 22 aprilie 2009. Parlamentul a fost dizolvat la 16 iunie 2009.

## Fracțiuni parlamentare
Partidul Comuniștilor din Republica Moldova (60 de mandate)
Partidul Liberal (15 mandate)
Partidul Liberal Democrat din Moldova (15 mandate)
Alianța Moldova Noastră (11 mandate)

## Lista deputaților
| Nr. | Nume                 | Domiciliu                        | Anul nașterii | Apartenența politică | Profesie / ocupație |
| --- | -------------------- | -------------------------------- | ------------- | -------------------- | --- |
| 1   | Vladimir Voronin     | mun. Chișinău                    | 1941          | PCRM                 | inginer-economist, politolog, jurist, Președintele Republicii Moldova, Președintele PCRM                                                                                          |
| 2   | Marian Lupu          | mun. Chișinău                    | 1966          | PCRM                 | economist, doctor în economie, Președintele Parlamentului Republicii Moldova |
| 3   | Zinaida Greceanîi    | mun. Chișinău                    | 1956          | PCRM                 | economist, Prim-ministrul Republicii Moldova |
| 4   | Dorin Chirtoacă      | mun. Chișinău                    | 1978          | PL                   | jurist, primar general al municipiului Chișinău |
| 5   | Vladimir Filat       | mun. Chișinău                    | 1969          | PLDM                 | licențiat în drept, deputat, Parlamentul Republicii Moldova |
| 6   | Victor Mîndru        | mun. Chișinău                    | 1959          | PCRM                 | inginer-tehnolog, magistru în relații internaționale, secretar-executiv, șef al Aparatului CC al PCRM                                                                             |
| 7   | Marc Tkaciuk         | mun. Chișinău                    | 1966          | PCRM                 | istoric, doctor în istorie, șef, Centru al CC PCRM |
| 8   | Serafim Urechean     | mun. Chișinău                    | 1950          | AMN                  | inginer constructor, politolog, academician, dr. hab. în economie, deputat, Parlamentul Republicii Moldova                                                                        |
| 9   | Igor Dodon           | mun. Chișinău                    | 1975          | PCRM                 | economist, doctor în științe economice, prim-viceprim-ministru, ministru, Ministerul Economiei și Comerțului al Republicii Moldova                                                |
| 10  | Vladimir Vitiuc      | mun. Bălți                       | 1972          | PCRM                 | economist, politolog, deputat, Parlamentul Republicii Moldova |
| 11  | Mihai Ghimpu         | mun. Chișinău                    | 1951          | PL                   | jurist, avocat, Biroul Asociat de Avocați „CREDO”, mun. Chișinău |
| 12  | Alexandru Tănase     | mun. Chișinău                    | 1971          | PLDM                 | licențiat în drept, avocat, Biroul Asociat de Avocați „Hanganu Tanase & Partenerii”, mun. Chișinău                                                                                |
| 13  | Victor Stepaniuc     | mun. Chișinău                    | 1958          | PCRM                 | pedagog, jurist, doctor în istorie, viceprim-ministru al Republicii Moldova |
| 14  | Eugenia Ostapciuc    | mun. Chișinău                    | 1947          | PCRM                 | inginer-tehnolog, deputat, Parlamentul Republicii Moldova, președinte, Fracțiunea parlamentară a PCRM                                                                             |
| 15  | Vladimir Eremciuc    | or. Ocnița                       | 1951          | PCRM                 | medic, deputat, Parlamentul Republicii Moldova |
| 16  | Mihai Cimpoi         | mun. Chișinău                    | 1942          | AMN                  | pedagog, academician, profesor universitar, dr. hab. în filologie, scriitor, președintele Uniunii Scriitorilor din Moldova                                                        |
| 17  | Maria Postoico       | mun. Chișinău                    | 1950          | PCRM                 | jurist, vicepreședintele Parlamentului Republicii Moldova |
| 18  | Anatolie Șalaru      | mun. Chișinău                    | 1962          | PL                   | medic, consultant, SC OPTEAM, SRL, mun. București, România |
| 19  | Mihai Godea          | mun. Chișinău                    | 1974          | PLDM                 | pedagog, expert independent |
| 20  | Ivan Calin           | mun. Chișinău                    | 1935          | PCRM                 | agronom, doctor în economie, politolog, diplomat, deputat, Parlamentul Republicii Moldova                                                                                         |
| 21  | Iuri Eriomin         | mun. Chișinău                    | 1949          | PCRM                 | inginer-tehnolog, deputat, Parlamentul Republicii Moldova |
| 22  | Galina Balmoș        | or. Strășeni                     | 1961          | PCRM                 | pedagog, jurist, ministru, Ministerul Protecției Sociale, Familiei și Copilului al Republicii Moldova                                                                             |
| 23  | Anatolie Popușoi     | mun. Chișinău                    | 1949          | PCRM                 | agronom, director-general, Agenția pentru silvicultură „Moldsilva”, mun. Chișinău                                                                                                 |
| 24  | Corina Fusu          | mun. Chișinău                    | 1959          | PL                   | licențiat în biologie și chimie, jurnalist, Fundația Soros-Moldova, mun. Chișinău                                                                                                 |
| 25  | Veaceslav Untilă     | mun. Chișinău                    | 1956          | AMN                  | inginer-mecanic, jurist, dr. în drept, conferențiar, deputat, Parlamentul Republicii Moldova                                                                                      |
| 26  | Liliana Palihovici   | mun. Chișinău                    | 1971          | PLDM                 | pedagog, manager coordonator granturi, Academia de Dezvoltare Educațională, filiala Moldova                                                                                       |
| 27  | Anatolie Zagorodnîi  | or. Hîncești                     | 1973          | PCRM                 | jurist, magistru în drept economic, deputat, Parlamentul Republicii Moldova |
| 28  | Dmitrii Todoroglo    | mun. Chișinău                    | 1944          | PCRM                 | agronom, deputat, Parlamentul Republicii Moldova |
| 29  | Iurie Stoicov        | or. Călărași                     | 1955          | PCRM                 | inginer-mecanic, politolog, deputat, Parlamentul Republicii Moldova, |
| 30  | Vadim Cojocaru       | mun. Chișinău                    | 1961          | PL                   | economist, dr. în economie, prorector, Academia de Studii Economice, mun. Chișinău                                                                                                |
| 31  | Andrei Stratan       | mun. Chișinău                    | 1966          | PCRM                 | inginer-economist, doctor în economie, jurist, ministru, Ministerul Afacerilor Externe și Integrării Europene al Republicii Moldova                                               |
| 32  | Vitalie Nagacevschi  | mun. Chișinău                    | 1965          | PLDM                 | jurist, avocat, Biroul individual de avocați „V. Nagacevschi”, mun. Chișinău |
| 33  | Maia Radilov         | or. Ialoveni                     | 1962          | PCRM                 | medic, vicedirector, Agenția teritorială Chișinău a Companiei Naționale de Asigurări în Medicină                                                                                  |
| 34  | Vasile Balan         | mun. Chișinău                    | 1950          | AMN                  | filolog, profesor de filologie, deputat Parlamentul Republicii Moldova |
| 35  | Vladimir Țurcan      | mun. Chișinău                    | 1954          | PCRM                 | jurist, deputat, Parlamentul Republicii Moldova |
| 36  | Veronica Abramciuc   | mun. Chișinău                    | 1958          | PCRM                 | istoric, președinte, Mișcarea Patriotică din Moldova „Solidaritatea femeilor”, temporar neangajată în cîmpul muncii                                                               |
| 37  | Anatolie Arhire      | or. Ungheni                      | 1956          | PL                   | inginer, vicepreședintele raionului Ungheni |
| 38  | Aliona Babiuc        | or. Briceni                      | 1969          | PCRM                 | pedagog, profesor de istorie, Liceul nr. 1, or. Briceni |
| 39  | Iurie Țap            | or. Florești                     | 1955          | PLDM                 | pedagog, primarul orașului Florești |
| 40  | Elena Bodnarenco     | or. Soroca                       | 1965          | PCRM                 | economist, deputat, Parlamentul Republicii Moldova |
| 41  | Vadim Mișin          | mun. Chișinău                    | 1945          | PCRM                 | jurist, doctor în drept, deputat, Parlamentul Republicii Moldova |
| 42  | Iurie Colesnic       | mun. Chișinău                    | 1955          | AMN                  | inginer-mecanic, scriitor, dr. honoris causa, director, editura „Museum”, mun. Chișinău                                                                                           |
| 43  | Alla Mironic         | mun. Chișinău                    | 1941          | PCRM                 | pedagog, profesor de limba și literatura rusă, doctor în științe pedagogice, președinte, Organizația Veteranilor din Republica Moldova                                            |
| 44  | Gheorghe Brega       | mun. Chișinău                    | 1951          | PL                   | medic, Clinica „Galaxia”, mun. Chișinău |
| 45  | Igor Vremea          | com. Mereșeni, r-nul Hîncești    | 1973          | PCRM                 | jurist, doctor în drept, consilier al Președintelui Republicii Moldova |
| 46  | Călin Vieru          | mun. Chișinău                    | 1965          | PLDM                 | medic neurolog, jurist, director general, SRL „August”, mun. Chișinău |
| 47  | Iurie Muntean        | mun. Chișinău                    | 1972          | PCRM                 | economist, magistru în administrarea afacerilor, viceministru, Ministerul Economiei și Comerțului al Republicii Moldova                                                           |
| 48  | Vasile Iovv          | mun. Chișinău                    | 1942          | PCRM                 | inginer-tehnolog, economist, doctor în economie, deputat, Parlamentul Republicii Moldova                                                                                          |
| 49  | Grigore Petrenco     | mun. Chișinău                    | 1980          | PCRM                 | economist, deputat, Parlamentul Republicii Moldova |
| 50  | Nistor Grozavu       | mun. Chișinău                    | 1959          | PL                   | inginer, dr. în tehnică, conferențiar universitar, viceprimarul general al municipiului Chișinău                                                                                  |
| 51  | Leonid Bujor         | mun. Chișinău                    | 1955          | AMN                  | istoric, profesor de istorie, deputat, Parlamentul Republicii Moldova |
| 52  | Svetlana Rusu        | or. Florești                     | 1972          | PCRM                 | medic, director, Centrul medicilor de familie Florești |
| 53  | Ion Balan            | com. Lingura, r-nul Cantemir     | 1962          | PLDM                 | agronom, director, SRL „Podgoreni”, or. Cantemir |
| 54  | Violeta Ivanov       | mun. Chișinău                    | 1967          | PCRM                 | ingineria mediului, ministru, Ministerul Ecologiei și Resurselor Naturale al Republicii Moldova                                                                                   |
| 55  | Lidia Lupu           | or. Hîncești                     | 1953          | PCRM                 | economist-contabil, șef, Direcția teritorială control administrativ Hîncești |
| 56  | Vadim Vacarciuc      | mun. Bălți                       | 1972          | PL                   | pedagog, antrenor, vicepreședintele Federației de haltere, mun. Bălți |
| 57  | Raisa Spinovschi     | com. Cocieri r-nul Dubăsari      | 1972          | PCRM                 | economist-contabil, șef, Direcția generală finanțe, Consiliul raional Dubăsari |
| 58  | Anton Miron          | mun. Chișinău                    | 1941          | PCRM                 | agronom, politolog, deputat, Parlamentul Republicii Moldova |
| 59  | Victor Osipov        | mun. Chișinău                    | 1971          | AMN                  | jurnalist, manager în domeniul mass-media, consultant superior al fracțiunii AMN, Parlamentul Republicii Moldova                                                                  |
| 60  | Vladimir Hotineanu   | mun. Chișinău                    | 1950          | PLDM                 | medic chirurg, dr. hab., prorector, șef, catedra chirurgie, Universitatea de Stat de Medicină și Farmaceutică „N. Testemițanu”, mun. Chișinău                                     |
| 61  | Irina Vlah           | mun. Comrat                      | 1974          | PCRM                 | jurist, doctor în drept, deputat, Parlamentul Republicii Moldova |
| 62  | Oleg Reidman         | mun. Chișinău                    | 1952          | PCRM                 | specialist în radiofizică și electronică, consilier al Președintelui Republicii Moldova                                                                                           |
| 63  | Oleg Bodrug          | mun. Chișinău                    | 1965          | PL                   | pedagog, director general, Societatea de distribuție a cărții „PRO NOI”, mun. Chișinău                                                                                            |
| 64  | Valeriu Sava         | or. Strășeni                     | 1958          | PCRM                 | inginer-mecanic, politolog, temporar neangajat în cîmpul muncii |
| 65  | Ludmila Belcencova   | mun. Chișinău                    | 1972          | PCRM                 | istoric, vicedirector, Compania de televiziune „NIT”, mun. Chișinău |
| 66  | Iurie Leancă         | or. Ialoveni                     | 1963          | PLDM                 | licențiat în relații internaționale, vicepreședinte, SA „Ascom”, mun. București, România                                                                                          |
| 67  | Ghenadie Morcov      | or. Drochia                      | 1965          | PCRM                 | medic, deputat, Parlamentul Republicii Moldova |
| 68  | Alexandru Oleinic    | mun. Chișinău                    | 1959          | AMN                  | inginer-mecanic, economist, deputat, Parlamentul Republicii Moldova |
| 69  | Oxana Domenti        | mun. Chișinău                    | 1972          | PCRM                 | economist, doctor în economie, consilier al Președintelui Republicii Moldova |
| 70  | Ana Guțu             | mun. Chișinău                    | 1962          | PL                   | filolog, dr. în filologie, prim-vicerector, Universitatea Liberă Internațională din Moldova, mun. Chișinău                                                                        |
| 71  | Anatolie Gorilă      | or. Cahul                        | 1960          | PCRM                 | inginer-mecanic, pensionar |
| 72  | Inna Șupac           | mun. Chișinău                    | 1984          | PCRM                 | antropolog, magistru în antropologie, I secretar al Uniunii Tineretului Comunist din RM                                                                                           |
| 73  | Valeriu Ghilețchi    | mun. Chișinău                    | 1960          | PLDM                 | radioinginer, licențiat în teologie, profesor, Colegiul Teologic Pedagogic, mun. Chișinău                                                                                         |
| 74  | Gheorghe Popa        | or. Cantemir                     | 1956          | PCRM                 | inginer-economist, deputat, Parlamentul Republicii Moldova |
| 75  | Petru Porcescu       | or. Strășeni                     | 1953          | PCRM                 | inginer cadastral, șef-adjunct, Direcția teritorială control administrativ Chișinău                                                                                               |
| 76  | Ion Hadârcă          | mun. Chișinău                    | 1949          | PL                   | filolog, scriitor, conducător de proiect, Institutul de Filologie, Academia de Științe a Moldovei                                                                                 |
| 77  | Valentin Chepteni    | mun. Chișinău                    | 1973          | AMN                  | manager în sport, șef-adjunct, SRL „Dublon”, mun. Chișinău |
| 78  | Oleg Garizan         | s. Copceac, UTA Găgăuzia         | 1971          | PCRM                 | istoric, primarul satului Copceac, UTA Găgăuzia |
| 79  | Veaceslav Bondari    | or. Anenii Noi                   | 1960          | PCRM                 | merceolog, șef, Inspectoratul Fiscal de Stat Anenii Noi |
| 80  | Mihail Șleahtițchi   | mun. Bălți                       | 1956          | PLDM                 | pedagog, dr. hab., vicerector pentru știință, Universitatea Liberă Internațională din Moldova, mun. Chișinău                                                                      |
| 81  | Mihail Mocan         | mun. Chișinău                    | 1962          | PCRM                 | jurist, deputat, Parlamentul Republicii Moldova, președinte, Uniunea Veteranilor Războiului din Afganistan                                                                        |
| 82  | Valeriu Nemerenco    | mun. Chișinău                    | 1959          | PL                   | jurist, dr. în drept, pretor, Pretura sectorului Buiucani, mun. Chișinău |
| 83  | Nicolae Munteanu     | s. Ermoclia, r-nul Ștefan Vodă   | 1974          | PCRM                 | inginer în silvicultură și grădini publice, șef, Ocolul silvic Căușeni |
| 84  | Mihail Poleanschi    | mun. Chișinău                    | 1980          | PCRM                 | antropolog, magistru în antropologie, șef, Secția CC al PCRM |
| 85  | Mihai Silistraru     | or. Ialoveni                     | 1951          | AMN                  | economist, președintele raionului Ialoveni |
| 86  | Lidia Semenițcaia    | s. Bădragii Vechi r-nul Edineț   | 1964          | PCRM                 | pedagog, primarul satului Bădragii Vechi, r-nul Edineț |
| 87  | Angel Agache         | mun. Chișinău                    | 1976          | PLDM                 | licențiat în management politic, președinte, Forul tinerilor „Noua Moldovă”, mun. Chișinău                                                                                        |
| 88  | Sergiu Stati         | mun. Chișinău                    | 1961          | PCRM                 | istoric, doctor în istorie, consilier al Președintelui Republicii Moldova |
| 89  | Ion Lupu             | com. Vărzărești, r-nul Nisporeni | 1963          | PL                   | inginer-silvicultor, director, FPC „Vintoia-Exim” SRL, or. Nisporeni |
| 90  | Mariana Șmilenco     | mun. Chișinău                    | 1975          | PCRM                 | jurnalist, secretar al CR al PCRM sectorul Centru, mun. Chișinău |
| 91  | Mihail Rusu          | or. Florești                     | 1941          | PCRM                 | agronom, președintele raionului Florești |
| 92  | Iurie Moiseev        | or. Ștefan Vodă                  | 1965          | PCRM                 | jurist, șef, Direcția teritorială control administrativ Căușeni |
| 93  | Veaceslav Platon     | mun. Chișinău                    | 1973          | AMN                  | jurist, referent, Direcția relații externe, BC „Moldinconbank” SA, mun. Chișinău                                                                                                  |
| 94  | Alexandru Cimbriciuc | or. Soroca                       | 1968          | PLDM                 | jurist, director, SRL „Ciuan-Pu”, or. Soroca |
| 95  | Oleg Babenco         | mun. Chișinău                    | 1968          | PCRM                 | istoric, doctor în științe istorice, filozof, profesor, rector, Universitatea Slavonă din Republica Moldova, președinte, Comunitatea Slavonă din Republica Moldova, mun. Chișinău |
| 96  | Mihail Moldovanu     | mun. Chișinău                    | 1965          | PL                   | medic, dr. în medicină, șef, Direcția sănătate, Consiliul municipal Chișinău |
| 97  | Serghei Afanasenco   | mun. Chișinău                    | 1968          | PCRM                 | strungar, președinte, Asociația Sportivilor Invalizi „INVASPORT”, mun. Chișinău                                                                                                   |
| 98  | Ala Ursul            | mun. Chișinău                    | 1961          | PCRM                 | tehnician-tehnolog, specialist în alimentația publică, psiholog, deputat, Parlamentul Republicii Moldova                                                                          |
| 99  | Natalia Vîsotina     | mun. Chișinău                    | 1970          | PCRM                 | pedagog, șef-adjunct, Liceul Teoretic cu profil sportiv nr. 3, mun. Chișinău |
| 100 | Simion Furdui        | mun. Chișinău                    | 1963          | PLDM                 | specialist în teoria și practica administrației publice, director, SRL „Gazenergomontaj”, mun. Chișinău                                                                           |
| 101 | Ștefan Grigoriev     | or. Căușeni                      | 1949          | PCRM                 | fizician, specialist în optică și spectroscopie, deputat, Parlamentul Republicii Moldova                                                                                          |

### Schimbări
La 12 iunie 2009 au fost declarate vacante mandatele a șase deputați, care au demisionat: Dorin Chirtoacă, Nistor Grozavu, Valeriu Nemerenco, Mihail Moldovanu (PL), Mihail Rusu (PCRM) și Iurie Țap (PLDM).